# Máquina molecular
Una máquina molecular, o nanomáquina, se ha definido como un discreto número de componentes moleculares que han sido diseñados para llevar a cabo movimientos mecánicos (de salida), en respuesta a determinados estímulos (entrada). A menudo se aplica en general a las moléculas que simplemente imitan funciones en el nivel macroscópico. El término también es común en la nanotecnología, y un número muy complejo de máquinas moleculares se han propuesto para alcanzar el objetivo de construir un ensamblador molecular. Las máquinas moleculares pueden dividirse en dos grandes categorías: las sintéticos y las biológicos.
Los sistemas moleculares que son capaces de cambiar un producto químico o proceso mecánico fuera de equilibrio representan potencialmente una importante rama de la química y la nanotecnología. Por definición, estos tipos de sistemas son ejemplos de máquinas moleculares, como la pendiente generada a partir de este proceso es capaz de llevar a cabo una labor útil.

## Historia
Hay dos experimentos de pensamiento que forman la base histórica de máquinas moleculares:  el demonio de Maxwell y el trinquete de Feynman (o trinquete browniano). El demonio de Maxwell está bien descrito en otras partes, y una interpretación ligeramente diferente de Richard Feynman de trinquete se da aquí. 
Imagine un sistema muy pequeño (ver más abajo) de dos remos o artes conectados por un eje rígido y que es posible mantener estos dos remos en dos diferentes temperaturas. Uno de los artes de pesca (en T2) tiene un trinquete que se rectifica el sistema de movimiento, y por lo tanto, el eje sólo puede moverse en una rotación hacia la derecha, y al hacerlo, se podría levantar un peso (m) al alza a trinquete. Ahora imagine : si la paleta en la casilla T1 está en un medio ambiente mucho más caliente que el arte en la casilla T2,  se espera que la energía cinética de las moléculas de gas (círculos rojos) al golpear la paleta en T1 sea mucho más alta que la de la moléculas de gas golpeando la palanca de cambio en T2 ; por lo tanto, con menor energía cinética de los gases en T2, habría muy poca resistencia por parte de las moléculas en colisión con la palanca de cambios , estadísticamente en la dirección opuesta. Además, el trinquete permitiría direccionalidad, y lentamente con el tiempo, el eje de rotación y de trinquete, el levantamiento del peso (m).

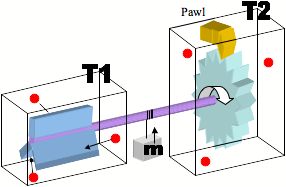
Esquema del trinquete de Feynman.

## Ideas modernas
A diferencia del movimiento macroscópico, los sistemas moleculares están constantemente sometidos a importantes propuestas dinámicas sujetas a las leyes de la mecánica browniana (o movimiento browniano) y, como tal, aprovechando el movimiento molecular es mucho más un proceso difícil. En el nivel macroscópico, muchas máquinas funcionan en la fase gaseosa y, a menudo, la resistencia del aire es descuidada, ya que es insignificante, pero por analogía de un sistema molecular browniano en un medio ambiente, el movimiento molecular es similar «a caminar en un huracán», o la «natación en la melaza». El fenómeno de movimiento browniano (observada por Robert Brown en 1827) más tarde fue explicado por Albert Einstein en 1905. Einstein descubrió que el movimiento browniano es una consecuencia de la escala y no la naturaleza de los alrededores. En la medida en que la energía térmica se aplica a una molécula, que será objeto del movimiento Browniano con la energía cinética  que corresponda a la temperatura. Por lo tanto, al igual que la estrategia de Feynman, cuando el diseño de una máquina molecular parece razonable utilizar el movimiento browniano en lugar de intentar luchar contra él. 
Las máquinas moleculares suelen tener partes móviles. Sin embargo, mientras que las máquinas macroscópicas a las que nos enfrentamos en la vida cotidiana pueden proporcionar la inspiración para máquinas moleculares, es engañoso llamar a las analogías entre su diseño de la estrategia de la dinámica de las grandes y pequeñas escalas de longitud porque son demasiado diferentes. El aprovechamiento del movimiento browniano para hacer máquinas a nivel molecular está regulada por la segunda ley de la termodinámica, a menudo con sus  consecuencias contraintuitivas, y como tal, necesitamos otra fuente de inspiración. 
Aunque es un proceso difícil para aprovechar el movimiento browniano, la naturaleza nos ha proporcionado con varios planos de movimiento molecular para realizar un trabajo útil. La naturaleza ha creado muchas estructuras para compartimentar los sistemas moleculares, por lo tanto, no la creación de distintas distribuciones de equilibrio; la membrana de la célula es un excelente ejemplo. Las  barreras lipofílicas hacen uso de una serie de diferentes mecanismos para poder moverse de un compartimiento a otro.

## Ejemplos de máquinas moleculares
Desde una perspectiva de síntesis, hay dos importantes tipos de máquinas moleculares: interruptores moleculares (o lanzaderas) y motores moleculares. La principal diferencia entre los dos sistemas es que un interruptor influye en el sistema como una función de estado, mientras que un motor influye en el sistema como una función de trayectoria. Un interruptor puede parecer implicar un movimiento traslacional, pero devolver un interruptor a su posición original deshace cualquier efecto mecánico y libera energía en el sistema. Además, los interruptores no pueden utilizar la energía química para llevar a un sistema repetida y progresivamente fuera de equilibrio mientras que un motor sí puede.

### Sintéticos
Existen varias máquinas moleculares generadas en el laboratorio
- Los motores moleculares son capaces de rotar unidireccionalmente.
- Las lanzaderas moleculares pueden expeler fluidos cuando rotan.
- Un interruptor molecular puede permanecer en estados diferentes de forma reversible en respuesta a estímulos.
- Las pinzas moleculares son moléculas capaces de plegar otros elementos. Existen máquinas de ADN generadas a tal fin.[3]
- Los sensores moleculares pueden interaccionar con un analito para producir un cambio detectable.[4]  Los sensores moleculares combinan reconocimiento molecular con alguna forma de respuesta, siendo así obeservable la presencia de la sustancia u objeto.